# Клинцівське золоторудне родовище
Клинцівське золоторудне родовище — знаходиться в зоні Кіровоградського глибинного розлому і приурочене до західного екзоконтакту Новоукраїнського масиву гранітоїдів.

## Загальний опис
Рудне поле має неоднорідну, кулісоподібну будову. Зруденіння вміщає біотитові та роговообманково-біотитові плагіогнейси, з характерним прошарково-жильним окварцуванням. Окремі інтервали гнейсів у рудних зонах збагачені піритом, піротином, арсенопіритом, льолінгітом, магнетитом та золотом. Руди даного родовища бідні та малосульфідні. Основна маса золота виділяється в арсенопірит–льолінґітової мінеральної асоціації й у кварці плагіопегматоїдів. Меншою мірою золото зв'язане з піритом, піротином і халькопіритом.
Основними породотвірними мінералами в рудах Клинцівського родовища є: кварц, його масова частка коливається в межах 30,0-60,0 %, польові шпати 20,0-29,7 %, монтморилоніт–до 16 %, карбонати–до 4,3 %. Сульфіди у рудах представлені: піритом і марказитом–0,3-1,0 %, піротином–0,4-3,0 %, арсенопіритом і льолінґітом–до 3,0 %. Масова частка золота в рудах коливається від 1,7 до 6,5 г/т.
Для руд Клинцівського родовища характерна значна кількість вільного золота і золота в зростках. Основними мінералами-носіями золота в рудах Клинцівського родовища є: арсенопірит, льолінгіт, пірит, біотит, піротин.
Руди Клинцівського родовища збагачуються за гравітаційною та гравітаційно-флотаційною схемою з біогідрометалургійною переробкою сульфідних концентратів.